# الک‌آباد
الک‌آباد  روستایی است در شهرستان بروجرد در استان لرستان. این روستا در دهستان شیروان در بخش مرکزی این شهرستان قرار دارد.

## جمعیت
بنابر سرشماری مرکز آمار ایران، جمعیت این روستا در سال ۱۳۸۵، برابر با ۶۴۹ نفر بوده است که از این میان ۳۲۷ نفر مرد و بقیه زن بوده‌اند. الک آباد ۱۶۹ خانوار جمعیت دارد.